# Henschel Hs 294
L'Henschel Hs 294 era un missile aria-superficie per impiego antinave progettato dall'azienda tedesca Henschel Flugzeugwerke AG nei primi anni quaranta per essere utilizzato dalla Luftwaffe durante le fasi finali della seconda guerra mondiale. Non entrò mai in servizio operativo.

## Storia del progetto
L'Henschel Hs 294 venne sviluppato dall'ingegner Herbert Alois Wagner a partire dal precedente Henschel Hs 293, con lo scopo di realizzare un'arma antinave capace di colpire i mezzi navali degli Alleati.
Questo ordigno volò per la prima volta nel 1941 ma, nonostante gli elevati ordinativi iniziali, solo 120 esemplari furono effettivamente costruiti, e non entrò mai in servizio operativo.

## Tecnica
L'Hs 294 era di forma conica, con due ali piuttosto tozze poste nella parte centrale della fusoliera. A similitudine di una bomba planante aveva una lunghezza di 6,1 m, ed un'apertura alare di 4. Il diametro era di 62 cm, mentre il peso complessivo raggiungeva i 2 170 kg (di cui 630 di esplosivo).
La propulsione era assicurata da due motori a razzo a propellente liquido di tipo Walter HWK 109-507, che erano in grado di fornire una spinta di circa 590 kg.
L'Hs 294 aveva un sistema di guida a controllo radio detto Kehl-Straßburg. In particolare, questo era costituito da un ricevitore FuG 230 Straßburg e da un trasmettitore FuG 203 Kehl imbarcato sull'aereo guida, grazie ai quali era possibile controllare l'ordigno fino al suo obiettivo.
Il missile era aviolanciato da un aereo vettore: per questo ruolo, solitamente, venivano usati i Dornier Do 217 o gli Heinkel He 177. Dopo lo sgancio, il missile si schiantava in acqua: l'impatto con il liquido provocava la separazione delle ali e della parte posteriore della fusoliera dal resto dell'ordigno. Quest'ultima, quindi, proseguiva in immersione l'avvicinamento all'obiettivo. L'esplosione a ridosso del bersaglio avveniva grazie ad una normale spoletta di prossimità.
Complessivamente, ne furono realizzate diverse versioni.
- Hs 294 V1: 20 unità costruite[1];
- Hs 294 A-0: numero esatto di esemplari costruiti sconosciuto (da 40 ad 80 unità secondo alcune fonti[1]). L'ordine iniziale, comunque, era per 1 300 esemplari;
- Hs 294 V2: 45[1] o 56[2] unità costruite, a fronte di un ordine iniziale di 300 pezzi. Era piuttosto simile alla variante A-0;
- Hs 294 D: risultato di una modifica effettuata su 20[1] o 25[2] esemplari della versione A-0. In particolare, questi furono modificati per l'installazione di un sistema di teleguida analogo a quello dell'Hs-293D[2].